# Guler
Lo Stato di Guler fu uno stato principesco del subcontinente indiano, avente per capitale la città di Haripur Guler. Il regno venne fondato nel 1415 dal raja Hari Chand, discendente dell'antica famiglia reale dello stato di Kangra.
Lo stato di Guler divenne noto per essere stato il luogo di nascita della pittura Kangra nella prima metà del XVIII secolo quando una famiglia di pittori del Kashmir iniziò a diffondere una pittura di stile mughal alla corte del raja Dalip Singh (r. 1695–1741) di Guler.

## Storia

### Storia antica
Secondo la leggenda lo stato di Guler venne fondato tra il 1405 ed il 1415 dal raja Hari Chand, un rajput della dinastia Katoch della famiglia reale di Kangra. Un giorno, mentre si trovava a caccia, questi cadde in un pozzo seccato e dal momento che nessuno riuscì a trovarlo, il raja venne dato per morto e suo fratello venne nominato raja di Kangra al suo posto. Quando il raja Hari Chand venne riportato vivo e vegeto fuori dal pozzo da un caso fortuito, anziché iniziare col fratello una lotta per far valere i propri diritti al trono, fondò la città di Haripur con un forte presso il fiume Banganga.

### Il British Raj
Nel 1813 lo stato di Guler venne annesso all'India britannica dopo un breve periodo sotto il dominio sikh del maharaja Ranjit Singh. Bhup Singh (1765 - m. 1826) fu l'ultimo raja regnante. Questi accettò lo jagir di Nandpur come compensazione per la perdita subita nel 1826. Lo jagir venne riconosciuto dal governo britannico nel 1853. Nel 1877 suo figlio Shamsher Singh morì senza eredi maschi e lo stato perciò andò disperso.

### Regnanti
I regnanti dello stato di Guler ebbero il titolo di raja.

#### Raja
- 1540 – 1570   Ram Chand (XV regnante)
- 1570 – 1605   Jagdish Chand
- 1605 – 1610   Vijaya Chand
- 1610 – 1635   Rup Chand Bahadur
- 1635 – 1661   Man Singh
- 1661 – 1675   Vikram Singh
- 1695 – 1741   Dalip Singh    (n. 1688 – m. 1741) 
  - 1695 – 1705   Bilas Devi (f) - reggente
  - 1730 – 1741   Govardhan Singh - reggente   (n. 1713 – m. 1773)
- 1741 – 1773   Govardhan Singh   (s.a.)
- 1773 – 1790   Prakash Singh   (n. 1748 – m. 1820)
- 1790 – 1813   Bhup Singh    (n. 1765 – m. 1826)